# Vierlinden
Vierlinden est une commune allemande de l'arrondissement de Märkisch-Pays de l'Oder, Land de Brandebourg.

## Géographie
Au nord-ouest de la commune, il y a les lacs et les forêts du parc naturel de la Suisse marchoise (de), ainsi que le lac de Seelow et la région naturelle de l'Oderbruch à l'est et au sud.
La commune de Vierlinden comprend les quartiers de :
- Diedersdorf avec les lieux-dits de Diedersdorf et Waldsiedlung
- Neuentempel avec les lieux-dits de Neuentempel et Hedwigshof
- Friedersdorf avec les lieux-dits de Friedersdorf et Ludwigslust
- Marxdorf
- Worin
- Görlsdorf avec les lieux-dits de Görlsdorf et Hufen
- Alt Rosenthal avec les lieux-dits d'Alt Rosenthal et Vorwerk.

## Histoire
Marxdorf, fondé par les Templiers, est mentionné pour la première fois en 1244. Neuentempel est mentionné le 18 janvier 1247 dans un document signé par le pape Innocent IV. En 1253, on cite Worin et Diedersdorf sous le nom de "Villam Didriksdorf". Görlsdorf est appelé en 1342 "Gerlachstrop" et Alt Rosenthal en 1325 "Rosintal".
Friedersdorf est la possession en 1652 de Joachim Ernst von Görzke puis en 1682 de Hans Georg von der Marwitz et de sa famille jusqu'à la Seconde Guerre mondiale.
Durant la Seconde Guerre mondiale, Vierlinden fait partie du champ de la bataille de Seelow.
Une première réforme administrative dans les années 1960 fait que Neuentempel fusionne avec Diedersdorf, Alt Rosenthal et Görlsdorf avec Worin.
Après la dissolution de la RDA, Hans-Georg von der Marwitz, le petit-fils de celui qui a été exproprié en 1945, récupère les ruines du château de Friedersdorf.
La commune actuelle est fondée par la fusion de Diedersdorf, Friedersdorf, Marxdorf et Worin le 26 octobre 2003.

## Infrastructure
La commune est traversée par la Bundesstraße 1 de Berlin à Kostrzyn nad Odrą.

## Personnalités liées à la commune
À Alt Rosenthal, l'écrivain Ulrich Plenzdorf avait une maison de campagne où il venait vivre une partie de l'année jusqu'à sa mort en 2007. De même, son ami, l'écrivain Martin Stade, vient vivre à Alt Rosenthal. L'écrivain Klaus Schlesinger avait aussi une maison avec Bettina Wegner.
- Hans-Georg Leyser (1896-1980), général né à Worin.

## Source, notes et références
- (de) Cet article est partiellement ou en totalité issu de l’article de Wikipédia en allemand intitulé « Vierlinden » (voir la liste des auteurs).